# Archelon
Archelon es un género extinto de tortugas marinas de la familia Protostegidae de gran tamaño, hasta 4,6 m de longitud, que habitaban en América en el Cretácico Superior (entre 75 y 65,5 millones de años atrás).

## Descubrimiento

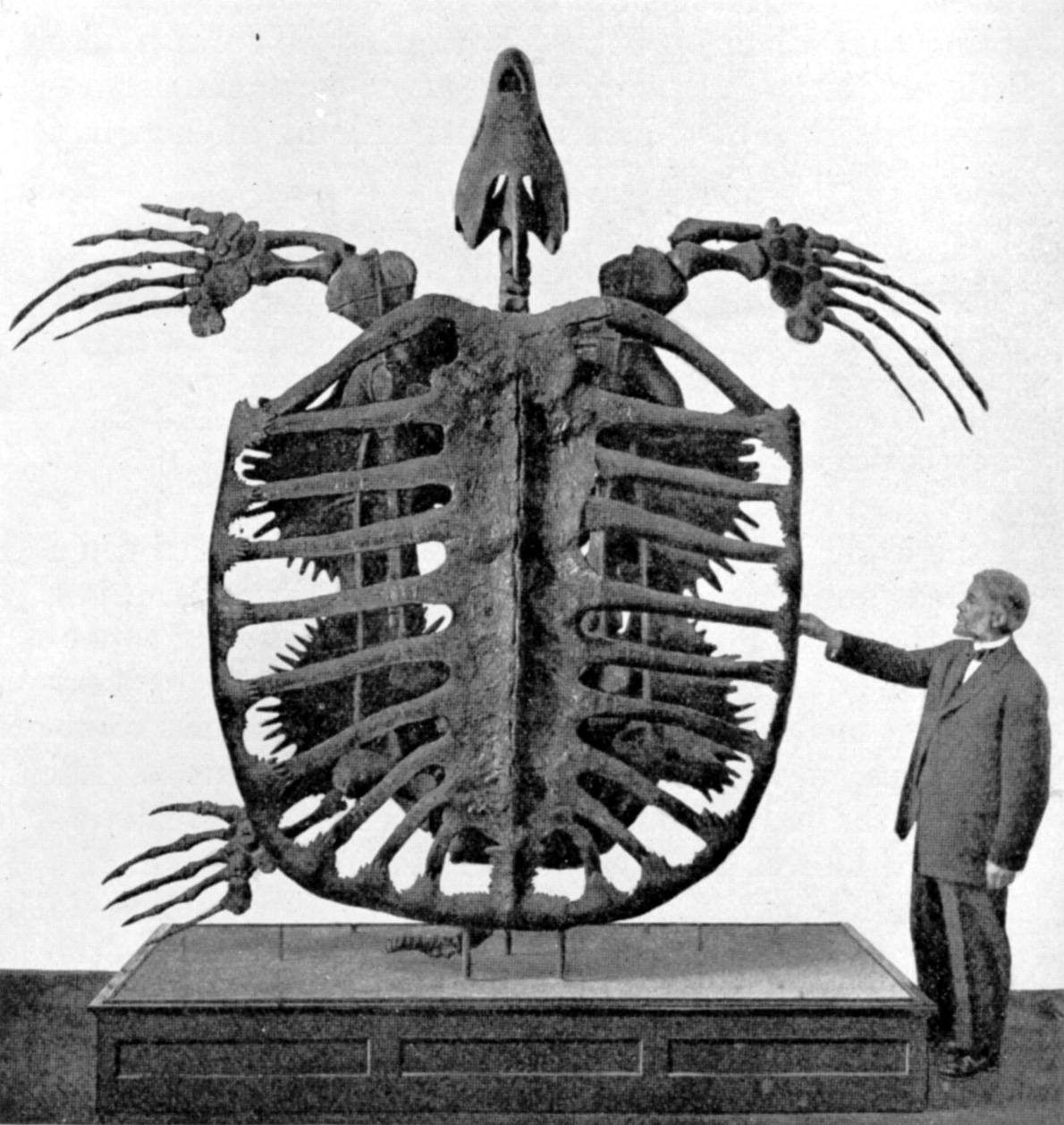
Espécimen tipo (YPM 3000) de Archelon ischyros en el Museo Peabody de Historia Natural, Universidad de Yale.

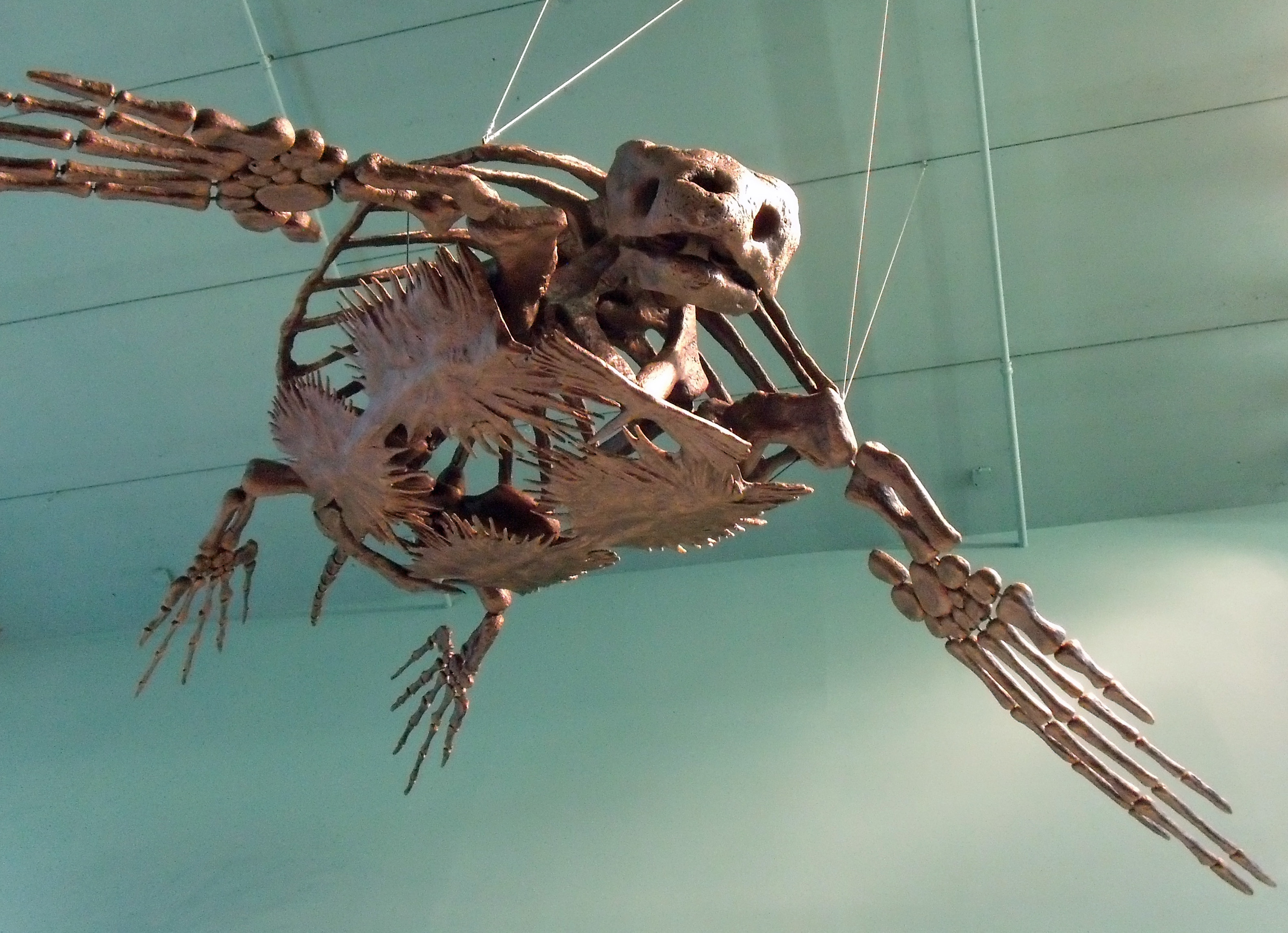
Fósil montado de un Archelon.

El primer espécimen de Archelon (YPM 3000) fue recolectado en la Caliza de Pierre en Dakota del Sur por Dr. G.R. Wieland en 1895 y fue descrito por él en el año siguiente (Wieland, 1896). El mayor fósil de Archelon, hallado también en la Caliza de Pierre en la década de 1970, mide más de 4 metros de longitud y cerca de 4,9 metros de ancho de aleta a aleta. Era una tortuga marina, cuyo más cercano pariente vivo es la tortuga laúd. Los fósiles de Archelon' datan de hace 75-65 millones de años en el período Cretácico Superior, cuando un mar poco profundo cubría la mayor parte del centro de América del Norte. Muchos de los restos conocidos se han hallado en Dakota del Sur y Wyoming. Aunque anatómicamente era muy similar a la especie anterior Protostega gigas, era mucho mayor.

## Características
Estas grandes tortugas carecían del pesado caparazón de varias placas (que sólo tienen las tortugas terrestres y las de agua dulce), pero tenían un caparazón compuesto por una estructura de puntales transversales, constituidos por las costillas óseas que se situaban a partir de su columna vertebral. Otras características distintivas incluyen una cola aguzada, un cráneo estrecho, un caparazón relativamente delgado con una bóveda alta, y una pronunciada sobremordida. El peso en vida de Archelon ischyros se estima en más de 2200 kilogramos. Probablemente tenían una fuerte mordida, pudiendo alimentarse de moluscos pelágicos como los calamares. Se estima que el espécimen exhibido en el Naturhistorisches Museum de Viena habría vivido por cerca de un siglo, y puede haber muerto mientras estaba en brumación en el fondo del océano.

## Historia natural
Estos grandes reptiles eran omnívoros, tenían un pico con el cual atrapaban peces, gusanos y otros pequeños animales. Eran depredados por mosasaurios y tiburones primitivos como Hybodus.
Archelon se movía lentamente y se paseaba por las aguas poco profundas; cuando las hembras tenían que poner sus huevos iban a las orillas y cavaban un hoyo donde los depositaban como lo hacen las tortugas marinas actualmente.